# Veszprémgalsa
Veszprémgalsa (před rokem 1969 též Zalagalsa nebo Veszprémpinkóc) je obec v Maďarsku v župě Veszprém, spadající pod okres Sümeg. Vesnice se nachází asi 9 km jihovýchodně od Jánosházy, 15 km západně od Devecseru, 16 km severně od Sümegu, 24 km západně od Ajky, 27 km jihovýchodně od Celldömölku a 35 km jihovýchodně od Sárváru. Ačkoliv název vesnice začíná na Veszprém, její název se nezakládá na městě Veszprém, které je od vesnice vzdáleno přibližně 49 km, ale na župě, ve které se nachází. V roce 2015 zde žilo 275 obyvatel, z nichž naprostou většinu (98,5 %) tvoří Maďaři.
Vesnice se dělí na dvě části, které se nazývají Galsa a Pinkóc.
Vesnice leží na silnicích 7325 a 7326, které se zde setkávají. Veszprémgalsa je přímo silničně spojená se sídly Apácatorna, Hosztót, Kisberszeny, Szentimrefalva a Zalaszegvár. Vesnicí protéká potok Kigyás, který se vlévá do potoka Malom. Ten se vlévá do řeky Marcal.
Ve vesnici se nacházejí tři kostely, z nichž je jeden evangelický a dva katolické. Nachází se zde též hospoda, hřbitov a dvě dětská hřiště.